# Кадуйский район
Ка́дуйский муниципальный округ — административно-территориальная единица (район) в Вологодской области России. В рамках организации местного самоуправления в границах района существует муниципальное образование Кадуйский муниципальный округ (с 2004 до 2022 гг. — муниципальный район).
Административный центр — посёлок городского типа Кадуй, расположен в 178 км от Вологды и в 56 км от Череповца.

## География
Район расположен в юго-западной части Вологодской области. Площадь его территории — 3,26 тыс. км², что составляет 2,2 % от всей территории области (22-й район по размеру территории в области).
Граничит:
- на западе с Бабаевским районом;
- на севере с Белозерским районом;
- на юго-востоке и востоке с Череповецким районом;
- на юго-западе с Устюженским районом.

Кадуйский район с северо-запада на юго-восток пересекает река Суда. Все остальные реки района относятся к её бассейну, крупнейшие из них — Андога, Колпь, Шулма, Ворон.

## История
C XII века территория, на которой расположен современный район, принадлежала белозерским князьям, затем вошла в состав Московского государства. С 1727 года в составе Белозерского и Череповецкого уездов Новгородской губернии.
По ходатайству северных уездов Новгородской губернии Демократический съезд Советов 10-13 мая 1918 года из Тихвинского, Устюженского, Череповецкого, Кирилловского и Белозерского уездов была образована Череповецкая губерния, которая в 1927 году была упразднена и вошла в Ленинградскую область.
По постановлению Президиума ВЦИК 1 августа 1927 года в составе Череповецкого округа Ленинградской области из частей бывшей территории уездов был образован Кадуйский район. Позже в 1927—1928 гг. в районе был создан райком ВКП(б). 23 июля 1930 года ЦИК и СНК СССР в соответствии с постановлением ЦК ВКП(б) издали постановление «О ликвидации округов» и Череповецкий округ был упразднён и район стал непосредственно входить в Ленинградскую область.
С постановлением ВЦИК от 20 сентября 1931 года к Кадуйскому району была присоединена территория упразднённого Абакановского района.
В связи с разделением в сентябре 1937 года Северной области на Вологодскую и Архангельскую, район был передан из Ленинградской в состав вновь образованной Вологодской области.
В 1947 году райцентр — посёлок Кадуй — был преобразован в посёлок городского типа.
С 13 декабря 1962 по 12 января 1965 года, во время неудавшейся всесоюзной реформы по делению на сельские и промышленные районы и парторганизации, в соответствии с решениями ноябрьского (1962 года) пленума ЦК КПСС «О перестройке партийного руководства народным хозяйством», район в числе многих в СССР был временно упразднён: был образован Бабаевский сельский район, территория которого включала территорию прежних Бабаевского и Кадуйского административных районов. В декабре 1962 года было создано Бабаевское колхозно-совхозное управление и партком этого управления взамен прежних Бабаевского и Кадуйского райкомов КПСС. Пленум ЦК КПСС, состоявшийся 16 ноября 1964 года, восстановил прежний принцип партийного руководства народным хозяйством, после чего Указом Верховного Совета РСФСР от 12 января 1965 года Бабаевский и Кадуйский административные районы были восстановлены. Тогда же был восстановлен Кадуйский райком КПСС.

## Население
| 2002    | 2009    | 2010    | 2011    | 2012    | 2013    | 2014    | 2015    | 2016    |
| ------- | ------- | ------- | ------- | ------- | ------- | ------- | ------- | ------- |
| 18 653  | ↘17 782 | ↘17 754 | ↘17 085 | ↘17 034 | ↘17 029 | ↗17 096 | ↘16 997 | ↗17 032 |
| 2017    | 2018    | 2019    | 2020    | 2021    | 2023    |         |         |         |
| ↘16 961 | ↘16 877 | ↘16 667 | ↘16 554 | ↘16 549 | ↘16 512 |         |         |         |

### Урбанизация
Городское население (рабочие посёлки Кадуй и Хохлово) составляет 81,56 % населения района.

### Национальный состав
По итогам переписи населения 2020 года проживали следующие национальности (национальности менее 0,1 % и другое, см. в сноске к строке «Другие»):
| Национальность | Численность, чел. | Доля     |
| -------------- | ----------------- | -------- |
| Русские        | 15 486            | 93,58 %  |
| Украинцы       | 84                | 0,51 %   |
| Белорусы       | 36                | 0,22 %   |
| Татары         | 22                | 0,13 %   |
| Азербайджанцы  | 17                | 0,10 %   |
| Другие         | 904               | 5,46 %   |
| Итого          | 16 549            | 100,00 % |

## Территориальное устройство
Административно-территориальные единицы
Кадуйский район в рамках административно-территориального устройства, включает 2 посёлка городского типа (рабочих посёлка Кадуй и Хохлово) и 7 сельсоветов:
| № | Сельсовет      | Соответствующее муниципальное образование |
| - | -------------- | ----------------------------------------- |
| 1 | Андроновский   | Никольское СП                             |
| 2 | Барановский    | СП Семизерье                              |
| 3 | Бойловский     | Никольское СП                             |
| 4 | Великосельский | Никольское СП                             |
| 5 | Мазский        | СП Семизерье                              |
| 6 | Никольский     | СП Никольское                             |
| 7 | Чупринский     | СП Семизерье, ГП посёлок Кадуй            |

Муниципальные образования
В рамках организации местного самоуправления в границах района функционирует Кадуйский муниципальный округ (с 2004 до 2022 года — муниципальный район).
Изначально в составе новообразованного муниципального района в декабре 2004 года были созданы 2 городских и 7 сельских поселений. В апреле 2009 года было упразднено сельское поселение Великосельское (включено в Никольское). В марте-апреле 2015 года были упразднены сельские поселения: Андроновское и Бойловское (включены в Никольское), Барановское, Мазское и Рукавицкое (объединены в сельское поселение Семизерье с административным центром в деревне Малая Рукавицкая).
С 2015 до 2022 года муниципальный район делился на 4 муниципальных образования нижнего уровня, в том числе 2 городских и 2 сельских поселения.
| №        | Муниципальное образование | Административный центр   | Количество населённых пунктов | Население (чел.) | Площадь (км²) |
| -------- | ------------------------- | ------------------------ | ----------------------------- | ---------------- | ------------- |
| 1e-06    | Городское поселение:      |                          |                               |                  |               |
| 1        | посёлок Кадуй             | рабочий посёлок Кадуй    | 4                             | ↗11 485          | 67,78         |
| 2        | посёлок Хохлово           | рабочий посёлок Хохлово  | 2                             | ↘2120            | 37,86         |
| 2.000002 | Сельское поселение:       |                          |                               |                  |               |
| 3        | Никольское                | село Никольское          | 113                           | ↘1578            | 1212,78       |
| 4        | Семизерье                 | деревня Малая Рукавицкая | 83                            | ↘1366            | 1944,20       |

1 июня 2022 года муниципальный район и все входившие в его состав городские и сельские поселения были упразднены и объединены в Кадуйский муниципальный округ.

## Населённые пункты
В Кадуйском районе (муниципальном округе)  202 населённых пункта, в том числе 2 городских (рабочих посёлка как пгт) и 200 сельских.
| №   | Населённый пункт   | Тип             | Население (чел.) | Бывшее муниципальное образование |
| --- | ------------------ | --------------- | ---------------- | -------------------------------- |
| 1   | Кадуй              | рабочий посёлок | ↗11 373          | посёлок Кадуй                    |
| 2   | Хохлово            | рабочий посёлок | ↘2094            | посёлок Хохлово                  |
| 3   | Абаканово          | деревня         | 0                | Никольское                       |
| 4   | Аксентьевская      | деревня         | 4                | Семизерье                        |
| 5   | Алеканово          | деревня         | 0                | Семизерье                        |
| 6   | Аленкино           | деревня         | 9                | Никольское                       |
| 7   | Алявино            | деревня         | 0                | Никольское                       |
| 8   | Андроново          | деревня         | 185              | Никольское                       |
| 9   | Анненская          | деревня         | 0                | Никольское                       |
| 10  | Барановская        | деревня         | 119              | Семизерье                        |
| 11  | Бережок            | деревня         | 12               | Семизерье                        |
| 12  | Бильково           | деревня         | 8                | Никольское                       |
| 13  | Бойлово            | деревня         | 142              | Никольское                       |
| 14  | Большая Горка      | деревня         | 0                | Никольское                       |
| 15  | Большая Рукавицкая | деревня         | 17               | Семизерье                        |
| 16  | Большой Смердяч    | деревня         | 13               | Семизерье                        |
| 17  | Бор                | деревня         | 9                | Семизерье                        |
| 18  | Борисово           | деревня         | 0                | Никольское                       |
| 19  | Брюхово            | деревня         | 4                | Никольское                       |
| 20  | Будиморово         | деревня         | 7                | Никольское                       |
| 21  | Бузыкино           | деревня         | 0                | Никольское                       |
| 22  | Васильевская       | деревня         | 6                | Никольское                       |
| 23  | Вахонин Починок    | деревня         | 3                | Никольское                       |
| 24  | Вахонькино         | деревня         | 31               | Никольское                       |
| 25  | Великий Двор       | деревня         | 6                | Семизерье                        |
| 26  | Великое            | село            | 79               | Никольское                       |
| 27  | Вертягино          | деревня         | 7                | Никольское                       |
| 28  | Верхний Двор       | деревня         | 31               | Семизерье                        |
| 29  | Верховье           | деревня         | 5                | Семизерье                        |
| 30  | Вершина            | деревня         | 3                | Семизерье                        |
| 31  | Волоцкая           | деревня         | 11               | Семизерье                        |
| 32  | Ворон              | деревня         | 8                | Семизерье                        |
| 33  | Глухое             | деревня         | 9                | Семизерье                        |
| 34  | Горка              | деревня         | 0                | Семизерье                        |
| 35  | Горка              | деревня         | 14               | Семизерье                        |
| 36  | Григорово          | деревня         | 0                | Семизерье                        |
| 37  | Грищ               | деревня         | 3                | Никольское                       |
| 38  | Данилково          | деревня         | 9                | Никольское                       |
| 39  | Дедовец            | деревня         | ↘17              | Семизерье                        |
| 40  | Демидово           | деревня         |                  | Никольское                       |
| 41  | Дёмшино            | деревня         | 0                | Никольское                       |
| 42  | Дильские           | деревня         | 10               | Семизерье                        |
| 43  | Дубровное          | деревня         | 6                | Семизерье                        |
| 44  | Еремеево           | деревня         | 0                | Семизерье                        |
| 45  | Жиделево           | деревня         | 0                | Никольское                       |
| 46  | Жорновец           | деревня         | 4                | Семизерье                        |
| 47  | Жуков Починок      | деревня         | 0                | Никольское                       |
| 48  | Завод              | деревня         | 48               | Никольское                       |
| 49  | Задняя Ступолохта  | деревня         | 6                | Никольское                       |
| 50  | Заказарье          | деревня         | 7                | Никольское                       |
| 51  | Занино             | деревня         | 5                | Никольское                       |
| 52  | Заозерье           | деревня         | 10               | Семизерье                        |
| 53  | Заручевье          | деревня         | 8                | Семизерье                        |
| 54  | Заэрап             | деревня         | 32               | Семизерье                        |
| 55  | Заяцкое            | посёлок         | 12               | Семизерье                        |
| 56  | Зелёный Берег      | посёлок         | 38               | Никольское                       |
| 57  | Зыково             | деревня         | 6                | Никольское                       |
| 58  | Иваново            | деревня         | 4                | Никольское                       |
| 59  | Ивановское         | деревня         | 0                | Никольское                       |
| 60  | Ивачево            | деревня         | ↘18              | Никольское                       |
| 61  | Изорково           | деревня         | 0                | Никольское                       |
| 62  | Илемное            | деревня         | 4                | Никольское                       |
| 63  | Ишкобой            | деревня         | 4                | Никольское                       |
| 64  | Кадуй              | деревня         | 24               | Семизерье                        |
| 65  | Калинино           | деревня         | 0                | Никольское                       |
| 66  | Калинниково        | деревня         | 0                | Никольское                       |
| 67  | Кананьевская       | деревня         | 4                | Семизерье                        |
| 68  | Капчино            | деревня         | 14               | Семизерье                        |
| 69  | Ковалёво           | деревня         | 6                | Никольское                       |
| 70  | Комариха           | ж/д станция     | ↘0               | посёлок Хохлово                  |
| 71  | Копосово           | деревня         | 3                | Никольское                       |
| 72  | Коптелово          | деревня         | 6                | посёлок Кадуй                    |
| 73  | Корнинская         | деревня         | 0                | Семизерье                        |
| 74  | Коротневая         | деревня         | 6                | Семизерье                        |
| 75  | Красная Заря       | посёлок         | 4                | Никольское                       |
| 76  | Красное            | деревня         | 27               | Никольское                       |
| 77  | Красное            | деревня         | 15               | Никольское                       |
| 78  | Крестовая          | деревня         | 9                | Семизерье                        |
| 79  | Круглое            | деревня         | 0                | Семизерье                        |
| 80  | Крыльцово          | деревня         | 4                | Семизерье                        |
| 81  | Крюково            | деревня         | 9                | посёлок Кадуй                    |
| 82  | Крюково            | деревня         | 0                | Семизерье                        |
| 83  | Кузьминка          | деревня         | 17               | Семизерье                        |
| 84  | Куликово           | деревня         | 6                | Никольское                       |
| 85  | Кумсара            | деревня         | 0                | Никольское                       |
| 86  | Куракино           | деревня         | 16               | Семизерье                        |
| 87  | Ларионовская       | деревня         | ↘20              | Семизерье                        |
| 88  | Лебенец            | деревня         | 3                | Никольское                       |
| 89  | Лепилово           | деревня         | 0                | Никольское                       |
| 90  | Лог                | деревня         | 3                | Никольское                       |
| 91  | Лукьяново          | деревня         | 0                | Никольское                       |
| 92  | Лунино             | деревня         | 0                | Никольское                       |
| 93  | Лыковская          | деревня         | 6                | Никольское                       |
| 94  | Маза               | деревня         | 234              | Семизерье                        |
| 95  | Максинская         | деревня         | 5                | Никольское                       |
| 96  | Малафеево          | деревня         | 7                | Семизерье                        |
| 97  | Малая Горка        | деревня         | 0                | Никольское                       |
| 98  | Малая Рукавицкая   | деревня         | 252              | Семизерье                        |
| 99  | Малая Ступолохта   | деревня         | 5                | Никольское                       |
| 100 | Малый Смердяч      | деревня         | 16               | Семизерье                        |
| 101 | Малышево           | деревня         | 3                | Никольское                       |
| 102 | Марковская         | деревня         | 3                | Никольское                       |
| 103 | Марлыково          | деревня         | 14               | Никольское                       |
| 104 | Мартюхино          | деревня         | 0                | Никольское                       |
| 105 | Марыгино           | деревня         | ↘37              | Никольское                       |
| 106 | Мелентьево         | деревня         | 3                | Никольское                       |
| 107 | Мелехино           | деревня         | 3                | Никольское                       |
| 108 | Митенская          | деревня         | 6                | Никольское                       |
| 109 | Михайловская       | деревня         | 9                | Никольское                       |
| 110 | Михалево           | деревня         | 9                | Никольское                       |
| 111 | Мокашево           | деревня         | 4                | Никольское                       |
| 112 | Мошницкое          | деревня         | 0                | Семизерье                        |
| 113 | Мыза               | деревня         | 3                | Никольское                       |
| 114 | Нижние             | деревня         | 37               | Семизерье                        |
| 115 | Нижние             | посёлок         | 116              | Семизерье                        |
| 116 | Нижний Починок     | деревня         | 0                | Никольское                       |
| 117 | Низ                | деревня         | 0                | Семизерье                        |
| 118 | Никольское         | село            | 381              | Никольское                       |
| 119 | Никоновская        | деревня         | 0                | Никольское                       |
| 120 | Новинка            | деревня         | 10               | Никольское                       |
| 121 | Новое              | деревня         | 51               | Никольское                       |
| 122 | Осека              | деревня         | 4                | Семизерье                        |
| 123 | Пакино             | деревня         | 6                | Никольское                       |
| 124 | Панюково           | деревня         | 9                | Никольское                       |
| 125 | Пелемень           | деревня         | 0                | Никольское                       |
| 126 | Пименово           | деревня         | 0                | Семизерье                        |
| 127 | Плоское            | деревня         | 4                | Никольское                       |
| 128 | Подзмеёвка         | деревня         | 0                | Семизерье                        |
| 129 | Подосинник         | деревня         | 0                | Семизерье                        |
| 130 | Порог              | деревня         | 10               | Семизерье                        |
| 131 | Пособково          | деревня         | 7                | Никольское                       |
| 132 | Постниково         | деревня         | 12               | Никольское                       |
| 133 | Починок            | деревня         | 11               | Никольское                       |
| 134 | Преображенская     | деревня         | 5                | Семизерье                        |
| 135 | Пречистое          | деревня         | 0                | Никольское                       |
| 136 | Прягаево           | деревня         | 0                | Никольское                       |
| 137 | Прямиково          | деревня         | 9                | Семизерье                        |
| 138 | Пугино             | деревня         | 11               | Семизерье                        |
| 139 | Рыканец            | деревня         | 0                | Семизерье                        |
| 140 | Савельевская       | деревня         | 5                | Семизерье                        |
| 141 | Сафоново           | деревня         | 0                | Никольское                       |
| 142 | Сёбра              | деревня         | 0                | Никольское                       |
| 143 | Селище             | деревня         | 23               | Семизерье                        |
| 144 | Сельцо-Родное      | деревня         | 0                | Семизерье                        |
| 145 | Семеновская        | деревня         | 9                | Никольское                       |
| 146 | Семеновская        | деревня         | ↘4               | Семизерье                        |
| 147 | Семенская          | деревня         | 3                | Никольское                       |
| 148 | Сенинская          | деревня         | 0                | Никольское                       |
| 149 | Середник           | деревня         | 0                | Семизерье                        |
| 150 | Сидорово           | деревня         | 0                | Семизерье                        |
| 151 | Слобода            | деревня         | 6                | Никольское                       |
| 152 | Смешково           | деревня         | 17               | Никольское                       |
| 153 | Солохта            | деревня         | 0                | Никольское                       |
| 154 | Сосновка           | посёлок         | 124              | Семизерье                        |
| 155 | Спиренская         | деревня         | 8                | Никольское                       |
| 156 | Спирютино          | деревня         | 29               | Никольское                       |
| 157 | Средний Двор       | деревня         | 7                | Никольское                       |
| 158 | Средняя Ступолохта | деревня         | 0                | Никольское                       |
| 159 | Стан               | деревня         | 98               | Никольское                       |
| 160 | Старина            | деревня         | 4                | Никольское                       |
| 161 | Старина            | деревня         | 0                | Никольское                       |
| 162 | Старостино         | деревня         | 10               | Семизерье                        |
| 163 | Старухи            | деревня         | 16               | Семизерье                        |
| 164 | Стрелково          | деревня         | 0                | Никольское                       |
| 165 | Судаково           | деревня         | 4                | Никольское                       |
| 166 | Тарасовская        | деревня         | 10               | Никольское                       |
| 167 | Тарасовская        | деревня         | 6                | Семизерье                        |
| 168 | Терпеново          | деревня         | 6                | Никольское                       |
| 169 | Тименская          | деревня         | 0                | Никольское                       |
| 170 | Тимохино           | деревня         | 16               | Семизерье                        |
| 171 | Томаша             | деревня         | 0                | Никольское                       |
| 172 | Торки              | деревня         | 0                | Семизерье                        |
| 173 | Туровино           | деревня         | 0                | Никольское                       |
| 174 | Турпал             | деревня         | 0                | Семизерье                        |
| 175 | Уйта               | деревня         | 10               | Семизерье                        |
| 176 | Уйта               | ж/д станция     | 14               | Семизерье                        |
| 177 | Успенское          | село            | 11               | Семизерье                        |
| 178 | Усть-Колпь         | деревня         | 5                | Семизерье                        |
| 179 | Фадеево            | деревня         | 0                | Никольское                       |
| 180 | Фаленская          | деревня         | 8                | Никольское                       |
| 181 | Фанерный Завод     | посёлок         | 175              | Никольское                       |
| 182 | Филино             | деревня         | 0                | Семизерье                        |
| 183 | Хламово            | деревня         | 5                | Семизерье                        |
| 184 | Холмище            | деревня         | 0                | Семизерье                        |
| 185 | Ципелево           | деревня         | 0                | Никольское                       |
| 186 | Черепаново         | деревня         | 0                | Семизерье                        |
| 187 | Черново            | деревня         | 0                | Семизерье                        |
| 188 | Чертова            | деревня         | 0                | Никольское                       |
| 189 | Чудиново           | деревня         | 14               | Никольское                       |
| 190 | Чуприно            | деревня         | 80               | посёлок Кадуй                    |
| 191 | Чурово             | деревня         | 0                | Никольское                       |
| 192 | Шигодские          | деревня         | 18               | Семизерье                        |
| 193 | Ширьево            | разъезд         | 8                | Семизерье                        |
| 194 | Шоборово           | деревня         | 9                | Семизерье                        |
| 195 | Шутовская          | деревня         | 0                | Никольское                       |
| 196 | Юрино              | деревня         | 0                | Никольское                       |
| 197 | Язвицево           | деревня         | 14               | Никольское                       |
| 198 | Якимово            | деревня         | 0                | Семизерье                        |
| 199 | Якшинская          | деревня         | 5                | Никольское                       |
| 200 | Якшинская          | деревня         | 0                | Семизерье                        |
| 201 | Ямышево            | деревня         | 3                | Семизерье                        |
| 202 | Ярышево            | деревня         | 5                | Никольское                       |

Постановлением правительства области от 15 октября 2012 года в районе образован новый населённый пункт — деревня Демидово, в 2014 году название деревни утверждено Правительством Российской Федерации. Деревня вошла в состав сельского поселения Никольское.

## Экономика

### Промышленные предприятия
- Череповецкая ГРЭС — электростанция мощностью 450 МВт (филиал ПАО ОГК-2).
- филиал ОАО «Вологдаоблгаз» — газоснабжение
- ООО «Картель» — производство гофрированного картона и стандартной упаковочной тары из гофрированного картона(деятельность предприятия прекращена в связи с ликвидацией)
- ООО «Завод металлоконструкций» — изготовление строительных и технологических металлоконструкций
- Рыбоводческий завод ОАО «Рыботоварная фирма «Диана» — производство чёрной икры, выращивание различных пород рыб и рыбопосадочного материала (используется термальная вода Череповецкой ГРЭС), в том числе и для зарыбления естественных водоёмов Вологодской области
- Кадуйский филиал областного потребительского общества
- ООО «Уломский хлеб»
- ОАО "Кадуйский винодельческий завод"

### Сельское хозяйство
- СПК колхоз «Андога»
- ООО «Надежда»
- ООО « Нива»
- ООО «Андроново»

### Лесопользование, лесозаготовка и деревообработка
- ОАО «Севертара» — производство фанеры
- ООО «Сивец» — заготовка и переработка древесины.
- ООО «Ленчстройсервис»
- ООО «Лесное»
- ООО «Леспром»

### Транспорт
Через район проходит федеральная автодорога — А114 (Вологда — Новая Ладога)
Пассажирские перевозки внутри района производится в основном автотранспортом муниципального предприятия «Пассажирские автоперевозки»
Железнодорожные станции Кадуй, Комариха, Уйта Октябрьской железной дороги (линия Санкт-Петербург — Вологда).

## Известные люди
В районе родились
- Белов, Григорий Акинфович (1895—1965) — актёр театра и кино, народный артист СССР (1956)
- Белов, Иван Панфилович (1893—1938) — советский военный деятель, командарм 1-го ранга, командующий войсками Московского военного округа
- Лебедев, Василий Петрович (1914—1988) — Герой Советского Союза (1945)